# Jerry Fuller (Klarinettist)
Gerald L. „Jerry“ Fuller (* 15. September 1929 in Santa Maria (Kalifornien); † 24. Juni 2019 in Danvers (Massachusetts)) war ein US-amerikanischer Jazz-Klarinettist.

## Leben und Wirken
Jerry Fuller wuchs in Kalifornien auf und begann als Jugendlicher Klarinette zu spielen. 1949 spielte er bei Jimmy Zito, 1950 bei Will Osborne und danach während der Ableistung des Militärdienstes bis 1953 in einer Armeeband. In den folgenden Jahren gehörte er Pete Daily's Chicagoans an und trat anschließend mit eigenem Trio in Hollywood auf, bis ihn 1955 Jack Teagarden in seine Band holte. Mit ihm ging er auf eine längere Asien-Tournee, die vom State Department gesponsert wurde. Ab 1959 arbeitete er mit den Dukes of Dixieland, mit denen Aufnahmen für Audio Fidelity entstanden. In den 1960er Jahren wirkte er bei Aufnahmesessions bei Capitol, Columbia und Decca mit. Er hatte als Mitglied von Pit-Bands auch Auftritte in Fernsehshows von Dean Martin, Mike Douglas und Ed Sullivan. Sein Debütalbum Clarinet Portrait nahm Fuller 1959 für das Label Andex auf. In seinem Sextett spielten Gene Estes, Bob Florence, Howard Roberts, Mel Pollan und Frank Capp. 1961 legte er ein Album mit Hits aus diesem Jahr vor, South American Cookin’. In seinen späteren Jahren spielte Fuller mit der Formation Style Is Back in Style.

## Diskografische Hinweise
- Clarinet Portrait (Andex/VSOP, 1959)
- South American Cookin’ (Epic Records, 1961)
- Swingtet in Concert (Fleetwood, 1976)

## Lexigraphischer Eintrag
- Carlo Bohländer, Karl Heinz Holler: Reclams Jazzführer (= Reclams Universalbibliothek. Nr. 10185/10196). Reclam, Stuttgart 1970, ISBN 3-15-010185-9.